# Метлицкий, Олег Зусьевич
Олег Зусьевич Метлицкий (13.02.1938-14.01.2007) — российский учёный в области защиты садовых растений, доктор сельскохозяйственных наук, профессор, заслуженный деятель науки РФ (1998).
Родился 13.02.1938 в Москве, сын плодовода Зусьи Абрамовича Метлицкого (21.01.1902, Оренбург — 11.05.1983), доктора сельскохозяйственных наук (1948), профессора (1950).
В 1961 г. с отличием окончил Московскую сельскохозяйственную академию имени К. А. Тимирязева (руководитель дипломной работы профессор Э. Э. Савздарг).
В 1961—2007 гг. в Научно-исследовательском зональном институте садоводства Нечерноземной полосы: лаборант и заочный аспирант (1961—1965), младший и старший научный сотрудник, заведующий лабораторией фитогельминтологии, токсикологии и фитосанитории (1967—1989), зав. отделом защиты растений (1991—1996), главный научный сотрудник.
Под руководством профессора А. А. Парамонова подготовил и в 1967 г. защитил кандидатскую диссертацию:
- Дитиленхоз садовой земляники Fragaria X Ananassa Duch и меры борьбы с ним : диссертация … кандидата биологических наук : 03.00.00. — Москва, 1966. — 459 с. : ил. + Прил. (76 с.; илл.).

В 1980 году защитил докторскую диссертацию:
- Паразитические нематоды и основы борьбы с ними в ягодоводстве СССР : диссертация … доктора сельскохозяйственных наук : 06.01.11. — Москва, 1979. — 515 с. : ил.

В 1988 г. присвоено ученое звание профессора.
Автор более 300 научных публикаций в области защиты плодовых, ягодных и декоративных культур от комплекса вредных организмов — нематод, клещей, насекомых, грибов, вирусов и бактерий.
Соавтор книг:
- Метлицкий О. З., Метлицкая К. В., Зейналов А. С., Ундрицова И. А. Основы защиты растений в ягодоводстве от вредителей и болезней. М.: ВСТИСП, 2005. — 380 с.
- Яблоня / З. А. Метлицкий, О. З. Метлицкий — М.: Колос, 2008. — 243 с.
- Основы водного термического обеззараживания растений : методические указания / Рос. акад. с.-х. наук. Всерос. селекц.-технол. ин-т садоводства и питомниководства; [под общ. ред. В. И. Кашина]. — Москва : ВСТИСП, 2002 (Тип. Россельхозакадемии). — 89 с. : ил., табл.; 20 см; ISBN 5-902178-04-5
- Метлицкий О. З., Трушечкин В. Г., Поликарпова Ф. Я., Романенко Н. Д., Голо- вин С. Е. Технология обеззараживания почвенных субстратов при выращивании безви- русного посадочного материала плодовых и ягодных культур в питомниках и маточных насаждений: Рекомендации. — М.: Агропромиздат, 1988. — 37 с.
- Метлицкий О. З., Метлицкая К. В., Зейналов А. С., Головин С. Е., Аристов А. Н. и др. Усовершенствованная система фитосанитарии в питомниководстве: методические указания. — М.: ВСТИСП, 2001. — 154 с.
- Метлицкий О. З., Метлицкая К. В., Зейналов А. С., Головин С. Е., Борисова А. А., Приходько Ю. Н. и др. Производство и сертификация посадочного материала ягодных культур и винограда. Контроль качества. Ягодные культуры: методические указания. — М.: ВСТИСП, 2005. — Ч. 1. — 156 с.
- Метлицкий О. З., Метлицкая К. В., Зейналов А. С., Головин С. Е., Ундрицова И. А. Биологическое загрязнение экосистем ягодных культур. — М.: ГНУ ВСТИСП Россельхозакадемии, 2007. — 68 с

Выступал с докладами на международных конференциях по паразитическим нематодам в Польше и Чехословакии.
Подготовил 23 кандидата наук, из них пятеро стали докторами (Н. Д. Романенко, К. А. Перевертин, А. О. Сагитов, А. С. Зейналов, С. Е. Головин).
Заслуженный деятель науки Российской Федерации (21.04.1998).
Жена — Клавдия Васильевна Метлицкая, кандидат биологических наук.